# Jatindra Mohan Sengupta
Jatindra Mohan Sengupta, född 22 februari 1885, död 23 juli 1933, var en indisk revolutionär mot det brittiska styret. Han greps flera gånger av brittisk polis. År 1933 dog han i ett fängelse i Ranchi i Indien.
Som student reste Sengupta till England där han studerade juridik vid Downing College i Cambridge. Där träffade han och gifte sig med Edith Ellen Gray, senare känd som Nellie Sengupta. När han återvände till Indien jobbade han som advokat och gav sig in i indisk politik genom att bli medlem i kongresspartiet och delta i icke-samarbetsrörelsen. Så småningom slutade han som advokat och ägnade sig helt åt sitt politiska engagemang.